# Szkaradowo
Szkaradowo – wieś w Polsce, położona w województwie wielkopolskim, w powiecie rawickim, w gminie Jutrosin.

## Podział
| SIMC    | Nazwa       | Rodzaj     |
| ------- | ----------- | ---------- |
| 0371110 | Bonowo      | przysiółek |
| 0371127 | Katarzynowo | przysiółek |

## Historia
Miejscowość pierwotnie związana była z Wielkopolską. Ma metrykę średniowieczną i istnieje co najmniej od XIV wieku. Po raz pierwszy wymieniana w dokumencie zapisanym po łacinie z 1310 jako Scaradow, 1423 Scaradowo, 1423 Skaradowo, 1485 Szkaradowo, 1486 Skaradow, 1488 Skaradoff.
Wieś była własnością szlachecką należącą do lokalnej szlachty wielkopolskiej z rodu Gruszczyńskich, a także Ponieckich, Pampowskich, Szkaradowskich i Rozdrażewskich. W 1485 miejscowość należała do powiatu kościańskiego, a w 1488 do powiatu pyzdrskiego Korony Królestwa Polskiego. Od 1423 była siedzibą własnej parafii i należała do dekanatu Śrem.
W 1310 książę głogowski i wielkopolski Henryk III głogowski ustanowił w Poniecu dystrykt, w którego granicach znalazło się m.in. Szkaradowo. W 1427 właścicielem we wsi był Frycz z Szkaradowa. W latach 1443–1550 odnotowano proces sądowy o majętności we wsi pomiędzy Synochą z Szkaradowa oraz Peregrynem z Pępowa. W 1450 Synocha uznała prawa Jana Pampowskiego do 6 grzywien czynszu z Szkaradowa, który nabył za 60 grzywien Peregryn Pampowski ojciec Jana od ojca Synochy Bartosza Ponieckiego przed ponad 20 laty.
W 1507 Hieronim Rozdrażewski w działach z bratem Janem uzyskał dobra Nowe Miasto, a w nich m.in. Szkaradowo. W 1510 Jadwiga żona Hieronima Rozdrażewskiego wwiązana została w majątek szkaradowski, które to dobra jej ojciec Piotr Miłosławski zakupił od Mikołaja Gruszczyńskiego za 1080 grzywien. W 1510 jako dziedziców niedzielnych we wsi odnotowano Mikołaja Jabłońskiego oraz Zbożnego. W 1522 Marcin Poniecki kupił od Hieronima Rozdrażewskiego Szkaradowo oraz część Osieka za 1900 grzywien, po czym na Osieku i na połowie Szkaradowa zapisał po 300 grzywien posagu oraz wiana swojej żonie Katarzynie, córce Jana Siedleckiego, a drugą połowę Szkaradowa dał jej w dożywocie. W latach 1565–1567 Jerzy, Krzysztof i Jan Ponieccy toczyli proces ze spadkobiercami zmarłego Piotra Frycza Jutroskiego o 11 łanów w Szkaradowie, które Piotr nabył kiedyś z zastrzeżeniem prawa odkupu.
Miejscowość leżała blisko granicy Wielkopolski i Śląska. Zachował się historyczny opis granicy z 1531 biegnącej od kopca narożnego ze wsi Szkaradowo, Osieczek w Koronie Królestwa Polskiego oraz Piotrkosic leżących na Śląsku gdzie znajduje się bagno zwane Trzcienne Błoto; od niego granica biegła do góry, na której stała Kośmidrowa Buda, a dalej przez las zwany Kozi Las do miejsca zwanego Wcharne Łowisko. Dalej szła do miejsca zapisane jako Uwdabie (U dąbie?, zapis niewyraźny), a potem strugą Cieślinki do lasu Trzembiny oraz do bagna zwanego Koni Kał, gdzie znajdował się kopiec narożny Szkaradowa oraz Piotrkosic i Gogolewic na Śląsku. Granica biegła środkiem tego bagna aż do bagien zwanych Żbikowy Kał i Troszyński Kał, gdzie znajdował się narożnik Szkaradowa, miasta Dubin oraz Gogolewic.
Miejscowość odnotowały historyczne rejestry podatkowe. W 1510 we wsi było 7,5 łana osiadłego oraz 13 łanów opuszczonych. Odnotowano także nieuprawiany folwark, z którego wyłączono trzy wolne łany, z których tylko jeden był osiadły. Miejscowy sołtys miał jeden łan, a pleban 2 łany. We wsi stały trzy karczmy, a wokół rosły lasy i bory. W 1520 w Szkaradowie było 23 łany, w tym 10 łanów osiadłych i 13 łanów opuszczonych, a także dwa łany sołtysie. W 1530 pobrano podatki od 3 łanów. W 1563 miał miejsce pobór od 12 łanów oraz od karczmy. W 1580 pobrano podatki z działu Jerzego Ponieckiego od 4,5 łana, karczmy z 3 kwartami roli, 7 zagrodników, komornika, jednego łana opuszczonego, dwóch rzemieślników. Z działu należącego do Krzysztofa Ponieckiego pobrano podatki od 6,5 łana, 6 zagrodników, dwóch komorników, owczarza wypasającego 20 owiec.
Po rozbiorach Polski miejscowość wraz z całą Wielkopolską znalazła się w zaborze pruskim. W okresie Wielkiego Księstwa Poznańskiego (1815-1848) miejscowość należała do wsi większych w ówczesnym pruskim powiecie Kröben (krobskim) w rejencji poznańskiej. Szkaradowo należało do okręgu jutroszyńskiego tego powiatu i stanowiło odrębny majątek, którego właścicielem był wówczas (1846) Garczyński. Według spisu urzędowego z 1837 roku wieś liczyła 701 mieszkańców, którzy zamieszkiwali 86 dymów (domostw).
We wsi klasycystyczny kościół św. Marcina (1810-1812), pomnik ku czci powstańców wielkopolskich i ofiar II wojny światowej (1969), dom szachulcowy nr 210 (2. połowa XIX wieku) i stare lipy oraz topole.
W Szkaradowie w roku 1812 zmarł Franciszek Garczyński, ojciec polskiego poety romantycznego, Stefana Garczyńskiego, oraz urodził się - w roku 1898 - Franciszek Twardowski, kapitan piechoty Wojska Polskiego, kawaler Orderu Virtuti Militari.
W latach 1975–1998 wieś administracyjnie należała do województwa leszczyńskiego.